# Lycosa molyneuxi
Lycosa molyneuxi là một loài nhện trong họ Lycosidae.
Loài này thuộc chi Lycosa. Lycosa molyneuxi được Henry Roughton Hogg miêu tả năm 1905.